# نيكو بيبي
نيكو بيبي (بالإيطالية: Nico Pepe)‏ هو ممثل إيطالي، ولد في 19 يناير 1917 في إيطاليا، وتوفي بنفس المكان في 13 أغسطس 1987.

## وصلات خارجية
- نيكو بيبي على موقع IMDb (الإنجليزية)
- نيكو بيبي على موقع ألو سيني (الفرنسية)
- نيكو بيبي على موقع أول موفي (الإنجليزية)
- نيكو بيبي على موقع قاعدة بيانات الأفلام السويدية (السويدية)
- نيكو بيبي على موقع قاعدة بيانات الفيلم (الإنجليزية)
- نيكو بيبي على موقع كينوبويسك (الروسية)